# Adolf Ehlers
Adolf Ehlers (* 21. Februar 1898 in Bremen; † 20. Mai 1978 in Bremen) war ein deutscher Politiker (KPD, KPO, SAPD, SPD), Bremer Senator und Bürgermeister.

## Biografie

### Familie, Ausbildung und Beruf
Adolf Ehlers wurde am 21. Februar 1898 als Sohn des Arbeiters und Fuhrunternehmers Hinrich Ehlers (1841–1904) und seiner Ehefrau Anna Marie geb. Brüggemann (1863–1916) geboren. 
Ehlers war das 18. Kind seines Vaters und wuchs in Bremen-Walle auf. Nach dem Besuch der Volksschule (Elsflether Straße) absolvierte er eine kaufmännische Lehre und diente 1918 kurz vor Kriegsende als Soldat im Ersten Weltkrieg.
Bald nach seiner Rückkehr nach Bremen nahm er eine Stelle als Schweißer bei der AG Weser auf. Er war bei der AG Weser von 1921 bis 1933 Betriebsratsvorsitzender.
Er lernte 1926 die Kindergärtnerin Ella Schimpf als Sekretär der Roten Hilfe kennen. Sie war wie er Mitglied der KPD.

### Politik
Er trat der KPD und dem Deutschen Metallarbeiterverband (DMV) bei. 1921 wurde er Vorsitzender des KJVD in Bremen und gehörte den Landesvorständen des DMV und des ADGB an. 1923 in die Bürgerschaft gewählt, zählte er zu den Anhängern des „rechten“ Parteiflügels der KPD um August Thalheimer und Heinrich Brandler und wurde daher seitens der „linken“ Parteiführung um Ruth Fischer 1925 zeitweise aus der Partei ausgeschlossen. 1927 nicht wieder ins Landesparlament gewählt, war Ehlers bis 1929 hauptamtlich als Propagandaleiter für die Rote Hilfe tätig. Er war dabei auch für das von dem Maler Heinrich Vogeler gestiftete Kinderheim im Barkenhoff in Worpswede zuständig, das von seiner Partnerin (1928) Ella Schimpf geleitet wurde.
1929 wurde Ehlers gemeinsam mit seinem Schwager und politischen Weggefährten Wilhelm Deisen erneut als „Rechter“ aus der KPD ausgeschlossen und schloss sich der Kommunistischen Partei-Opposition (KPO) an. Diese verließ er 1932 als Teil der Minderheit um Paul Frölich und Jacob Walcher Richtung Sozialistische Arbeiterpartei Deutschlands (SAPD), deren Bezirk Nordwest er leitete. Nach 1933 war Ehlers in der Illegalität im Widerstand weiter für die SAPD tätig.
Er war seit dem 22. Juni 1937 mit der Kontoristin Ernestine Ella geb. Schimpf (1904–1985) verheiratet. Die Eheschließung fand in Bremen statt.

### Nach 1945

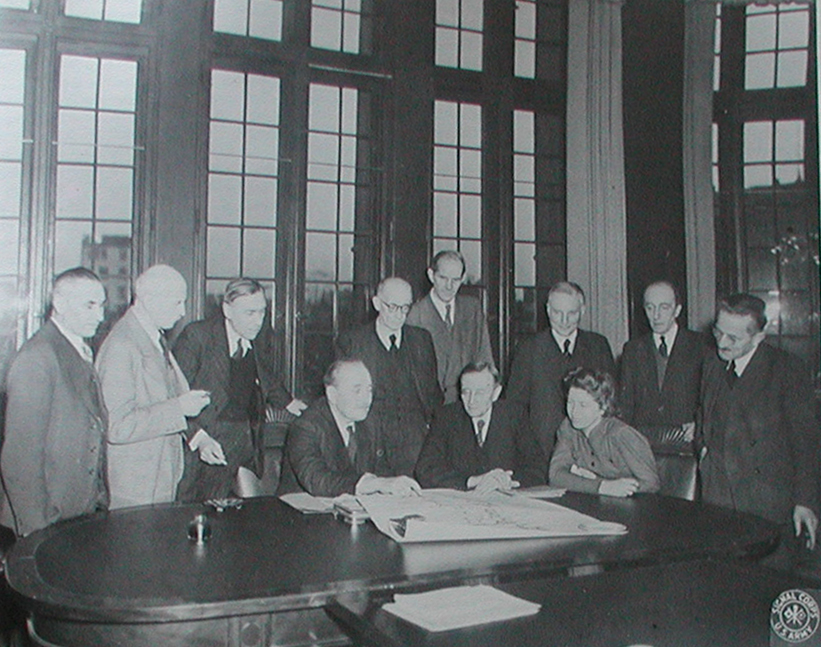
Senat Kaisen II von 1946: Sitzend: Wilhelm Kaisen, Theodor Spitta, Käthe Popall. Von links stehend: Hermann Mester, Hermann Apelt, Christian Paulmann, Willy Ewert, Adolf Ehlers, Wilhelm Nolting-Hauff, Alexander Lifschütz, Emil Theil

Nach Kriegsende 1945 trat Ehlers zunächst der KPD wieder bei und wurde am 1. August 1945 Senator für Wohlfahrtswesen im Ersten Senat von Wilhelm Kaisen. Er trat im Mai 1946 zur SPD über. Ab 1947 wurde er für Käthe Popall (KPD) Senator für Gesundheit und Wohlfahrt und war ab dem 2. Februar 1948 bis 1963 Innensenator. 1948/49 war er als einziger Vertreter der Bremischen Bürgerschaft zusätzlich Mitglied des Parlamentarischen Rates. Dort trat er vornehmlich für spezifische Anliegen Bremens hervor, von der die Bremer Klausel als Artikel 141 Einzug ins Grundgesetz fand. Ab 1949 war Ehlers Vertreter Bremens im Bundesrat.
Von 1959 bis 1963 amtierte er zusätzlich als Bremer Bürgermeister und somit Stellvertretender Präsident des Senats. Er war 1962 als Nachfolger von Wilhelm Kaisen im Gespräch. Von 1962 bis 1964 war er Mitglied des SPD-Bundesvorstandes.
Adolf Ehlers starb am 20. Mai 1978 um 18:00 Uhr in seiner Wohnung in der Gevekohtstraße 10 in Bremen im Alter von 80 Jahren.

### Ehrungen
- Er erhielt 1963 die Bremische Ehrenmedaille in Gold.
- In Bremen-Gröpelingen wurde der Bürgermeister-Ehlers-Platz nach ihm benannt.